# 孫坤
孫坤（1532年—1603年），字順夫，號長山，河南歸德府睢州人，民籍，明朝政治人物。同進士出身。

## 生平
嘉靖三十四年（1555年）乙卯科河南鄉試第十四名舉人。嘉靖四十一年（1562年）中式壬戌科會試第一百六名，二甲第七十五名進士。授刑部主事，历官工部员外郎，隆慶元年（1567年）十月升任山西僉事，五年正月升本省布政使司右参议，调任陕西右参议，六年八月升本省副使。萬曆四年（1576年）九月升四川左参政，七年二月升陕西按察使，八年十二月升四川右布政使，九年十月升陕西左布政使，十三年四月升南京光禄寺卿，九月升南京太常寺卿，十四年二月升都察院右副都御史、巡抚湖广，因给事中杨廷相论奏，十五年十月改调南京别衙门用。三十一年卒。

## 家族
曾祖孫銘，知縣；祖父孫憲文；父孫守中，典膳。前母朱氏；母劉氏。永感下。兄孫塘、孙墱、孙坦、孙域（贡士）。